# William Painter (auteur)
Pour les articles homonymes, voir William Painter (homonymie).
William Painter (ou Paynter), né vers 1540 et mort entre le 19 et le 22 février 1595, est un auteur et traducteur anglais.
En tant que commis de l'Ordnance (équipement) à la Tour de Londres, il est accusé de fraude visant à amasser une fortune personnelle aux frais de l'État.

## Vie privée
On a longtemps cru que Painter était originaire du Kent en raison d'une confusion avec un homonyme, qui s'est inscrit au St John's College à Cambridge en 1554.
William Painter épouse Dorothy Bonham vers 1565. Ils ont au moins cinq enfants — un fils et quatre filles. En 1587, leur fils Anthony rejoint son père dans son travail gouvernemental.
William Painter a fait un testament oral daté du 14 février 1594 et est mort entre le 19 et le 22 février 1595 à Londres. Il est enterré dans la rue St Olave Hart, non loin de la Tour.

## Carrière administrative
En 1561, Painter devient commis de l'Ordnance à la Tour de Londres, poste qu'il occupe jusqu'à la fin de sa vie. En 1566, le lieutenant-général de l'artillerie, Edward Randolph, compléte les revenus de Painter par une rente et une pension.
Tout au long de sa carrière, il y a eu des accusations de fraude et d'abus de position visant à amasser une fortune personnelle sur des fonds publics, culminant en 1586, lorsque le Surveyor of the Ordnance, John Powell, accuse Painter et deux autres personnes de détournement de fonds. Ses coaccusés étant décédés, seul Painter pouvait se défendre. Il a avoué qu'il devait au gouvernement une somme d'un peu plus de 1 000 £. Bien qu'il ait offert de rembourser cette somme, la dette n'a été acquittée qu'à l'époque de son petit-fils en raison de retards et de la découverte de plus de divergences après sa mort. Les accusations comprennent notamment des accusations et des contre-accusations entre responsables gouvernementaux, qui soulignent la corruption endémique dans la fonction publique élisabéthaine.

## Travail littéraire
William Painter commence la traduction en anglais en 1558 avec Soltani Soymanni Turcorum Imperatoris horrendum facinus de Nicolas de Moffan, sous le titre Horrible and Cruell Murder of Sultan Solyman. Le travail est devenu plus tard le roman 34 dans son The Palace of Pleasure.
Le premier volume de son ouvrage The Palace of Pleasure parait en 1566, dédié au comte de Warwick. Il comprend soixante contes et est suivi l'année suivante par un deuxième volume en comportant 34. Une seconde édition améliorée en 1575 contient sept autres histoires, empruntées à Hérodote, Boccace, Plutarque, Aulus Gellius, Aelian, Tite-Live, Tacite, Quintus Curtius, Giovanni Battista Giraldi, Matteo Bandello, Ser Giovanni Fiorentino, Giovanni Francesco Straparola, la reine Marguerite de Navarre et d'autres encore.
La mode pour les décors italiens dans le drame élisabéthain découle en partie de la vogue de travail de Painter et des collections similaires.
Les premières tragédies Appius et Virginia, Tancrède et Gismund sont extraites du Palais des Plaisirs. Roméo et Juliette, Timon d'Athènes, Edouard III et Tout est bien qui finit bien de Shakespeare sont tous dérivés du Painter, ce dernier de sa traduction de Giletta de Narbonne. D'autres dramaturges ont également fait un large usage des travaux de Painter et de traducteurs similaires. On pense que c'est le cas d'œuvres bien connues telles que Triumph of Death de Beaumont et Fletcher, La Duchesse d'Amalfi (The Duchess of Malfi) de John Webster (de Belleforest) et Love's Cruelty de James Shirley.
Le Palais des Plaisirs est édité par Joseph Haslewood en 1813. Cette édition a été collationnée (1890) avec la copie du British Museum de 1575 par Joseph Jacobs, qui a ajouté d'autres éléments préliminaires, y compris certains sur l'importance de la nouvelle italienne dans le drame élisabéthain.
Il a été suggéré que Painter était responsable de l'œuvre A Moorning Diti upon the Deceas of the High and Mighti Prins Henri, Earl of Arundel (1580), signée « Guil. P.G. » (sans doute pour « Gulielmus Painter, Gent ».